# Черато-Спеса (Падова)
Черато-Спеса је насеље у Италији у округу Падова, региону Венето.
Према процени из 2011. у насељу је живело 35 становника. Насеље се налази на надморској висини од 48 м.